# Hortulus Animae

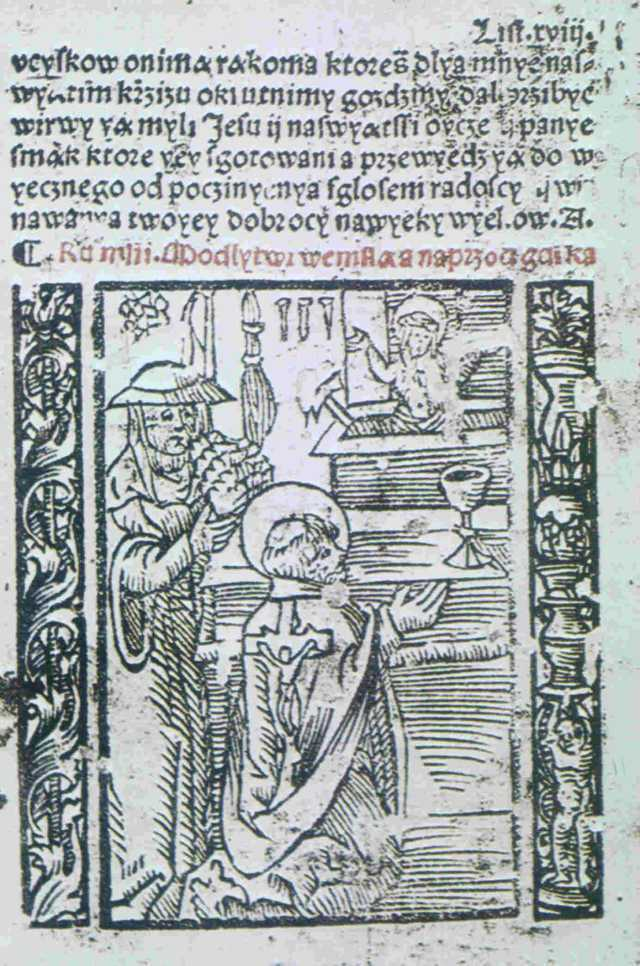
Página de Hortulus Animae polonice

Hortulus Animae (inglés: Pequeño jardín del alma, alemán: Seelengärtlein, francés: Jardin des Âmes, polaco: Raj duszny) era el título en latín de un libro de oraciones también disponible en alemán. Fue muy popular a principios del siglo XVI, imprimiéndose en muchas versiones, también en el extranjero, en Lyon y Cracovia.

## Historia
Una obra anterior muy conocida de devoción e instrucción moral, ricamente ilustrada con historias, fue "Der Selen Würtzgart", impresa por primera vez en Ulm en 1483. El significado del título es "Jardín de hierbas del alma", que es similar a los títulos posteriores.
La primera edición conocida de Hortulus Animae, fechada el 13 de marzo de 1498, fue impresa en Estrasburgo por Wilhelm Schaffener de Ribeauvillé (Rappschwihr), seguida de versiones en alemán que aparecieron en 1501. Las ediciones posteriores contenían xilografías de los conocidos grabadores Hans Springinklee y Erhard Schön, con bellas miniaturas en algunos ejemplos manuscritos existentes, como el de Viena (Cod. Bibl. Pal. Vindobonensis. 2706, 1907), que ha sido reproducido en facsímil por Friedrich Dornhöffer.
Hortulus Animae polonice, una versión polaca escrita por Biernat de Lublin, impresa y publicada en 1513 por Florian Ungler en Cracovia, se cree que es el primer libro impreso en lengua polaca (es el segundo). El último ejemplar conocido se perdió durante la Segunda Guerra Mundial.
La obra se menciona brevemente al final del cuento de Edgar Allan Poe, "El hombre de la multitud".